# Jirō Yoshihara

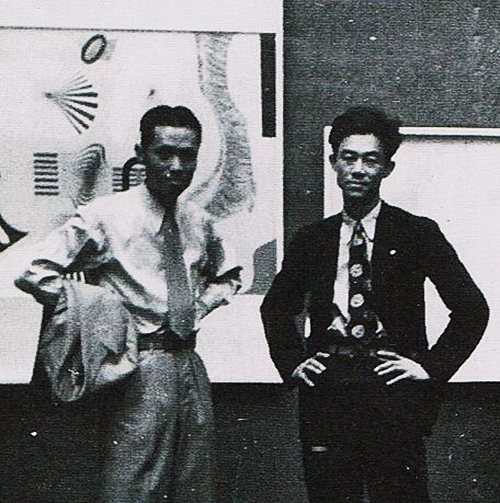
Veranstaltungsort der 24. Nika-Ausstellung mit Saburo Hasegawa (links) und Jiro Yoshihara (rechts) vor "der Illustration", September 1937.

Jirō Yoshihara (japanisch 吉原 次良, Yoshihara Jirō; geboren am 1. Januar 1905 in Osaka; gestorben 19. Februar 1972) war ein japanischer Unternehmer und Maler.

## Leben und Werk
Jirō Yoshihara entstammte einer wohlhabenden Unternehmerfamilie. Er begann früh sich für Malerei zu interessieren und zeigte während seiner Zeit am Kwansei-Gakuin-Universität 1928 seine Bilder in einer Einzelausstellung. Ab 1934 zeigte er Bilder auf der Nika-kai-Ausstellung. 
Zunächst gehörten seine Arbeiten zum Surrealismus, innerhalb dessen er poetische Stillleben und Landschaften malte. Ab 1930 wurde er von Mondrian beeinflusst und wandte sich der abstrakten Malerei zu. 1937 erhielt er eine besondere Auszeichnung der Nika-Veranstalter. Im folgenden Jahr gründete er zusammen mit den jungen Künstler der Nika-kai die „Neun-Zimmer-Gesellschaft“ (九室会, Kyūshitsu-kai).
1947 reichte Yoshihara mit dem Wiederaufleben der Nika-kai wieder Bilder ein. 1954 war er an der Gründung der „Gesellschaft für konkrete Kunst“ (具体美術協会, Gutai bijutsu kyōkai) beteiligt. Diese Gesellschaft nahm Kontakt auf zu den amerikanischen und europäischen Künstler der Informellen Kunstrichtung sowie der Abstrakt-expressionistischen Richtung. Ab 1950 entwickelte sich in Japan die „Heiß-abstrakte“ Kunstrichtung, deren Anführer Yoshihara wurde. 1967 erhielt Yoshihara auf der 9. Internationalen Kunstausstellung den großen Preis. 1971 wurde er auf der „Triennale India“ in Neu-Delhi mit einer Goldmedaille ausgezeichnet.
Nach vielen künstlerischen Phasen schuf Yoshihara eine Serie von Bildern, die jeweils aus einem einfarbig gemalten Kreis auf einem einfarbigen Hintergrund bestehen. Sie gehören zu seinen bekanntesten Werken. – Anders als die spontan mit dem Pinsel gezogenen meditativen Kreise des Zen-Buddhismus handelt es sich bei Yoshihara um mit Bedacht komponierte Werke.
Auf der Ausstellung Japan – Tradition und Gegenwart 1974 war Yoshihara mit sieben Werken vertreten.